# Millerton (Pennsylvanie)
Millerton est une census-designated place située dans le comté de Tioga, dans l’État de Pennsylvanie, aux États-Unis. Lors du recensement de 2020, elle compte 318 habitants.